# Agnieszka Władysławówna

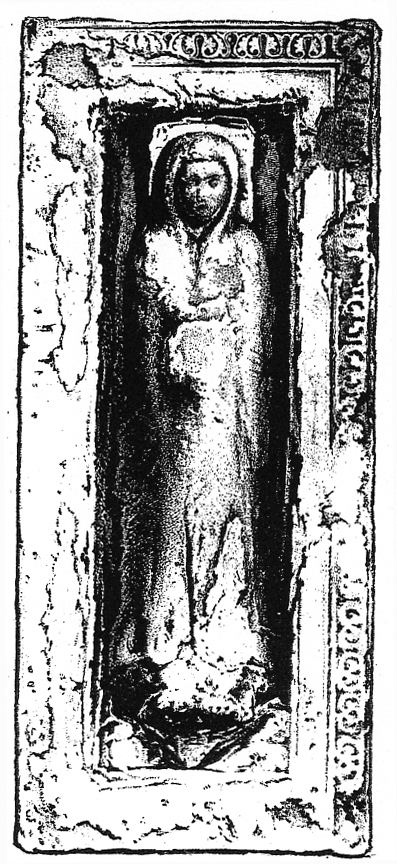
Rycina: Grobowiec księżniczki Agnieszki Władysławówny, Quedinburg

Agnieszka (ur. 1090 lub 1091, zm. 29 grudnia 1125) – księżniczka polska, opatka niemieckich klasztorów.
Agnieszka była drugą córką księcia polskiego Władysława I Hermana i jego żony Judyty Marii pochodzącej z niemieckiej dynastii salickiej.
Od 1110 była opatką klasztoru w Gandersheim. Między 1103 a 1110 została także opatką klasztoru w Quedlinburgu. W konflikcie między cesarzem rzymskim a papieżem, tzw. sporze o inwestyturę, poparła cesarza Henryka V, który był jej bratem stryjecznym. Z tego powodu w 1119 papież obłożył ją klątwą. Od 1118, a być może już od 1115 rezydowała w Quedlinburgu, gdyż Gandersheim opanowali wrogowie cesarza.
Agnieszka jako opatka w Quedlinburgu biła monety. Pochowana w kolegiacie w Kwedlinburgu.

## Genealogia
| Kazimierz I Odnowiciel ur. 25 VII 1016 zm. 19 III 1058 | Kazimierz I Odnowiciel ur. 25 VII 1016 zm. 19 III 1058 |                                               |                                               | Dobroniega ur. 1010-1016 zm. 1087 | Dobroniega ur. 1010-1016 zm. 1087 |  |  | Henryk III ur. 28 X 1017 zm. 5 X 1056 | Henryk III ur. 28 X 1017 zm. 5 X 1056 |                                               |                                               | Agnieszka z Poitou ur. 1025 zm. 14 XII 1077 | Agnieszka z Poitou ur. 1025 zm. 14 XII 1077 |
|                                                        |                                                        |                                               |                                               |                                   |                                   |  |  |                                       |                                       |                                               |                                               |                                             |                                             |
|                                                        |                                                        |                                               |                                               |                                   |                                   |  |  |                                       |                                       |                                               |                                               |                                             |                                             |
|                                                        |                                                        | Władysław I Herman ur. ok. 1043 zm. 4 VI 1102 | Władysław I Herman ur. ok. 1043 zm. 4 VI 1102 |                                   |                                   |  |  |                                       |                                       | Judyta Maria ur. 9 IV 1047 zm. 14 III po 1105 | Judyta Maria ur. 9 IV 1047 zm. 14 III po 1105 |                                             |                                             |
|                                                        |                                                        |                                               |                                               |                                   |                                   |  |  |                                       |                                       |                                               |                                               |                                             |                                             |
|                                                        |                                                        |                                               |                                               |                                   |                                   |  |  |                                       |                                       |                                               |                                               |                                             |                                             |
|                                                        |                                                        |                                               |                                               |                                   |                                   |  |  |                                       |                                       |                                               |                                               |                                             |                                             |

|  |  |  |  | Agnieszka Władysławówna (ur. 1090 lub 1091, zm. 29 XII 1125) |